# Una grande famiglia (serie televisiva)
(Frase che chiude la prima stagione, pronunciata da Edoardo Rengoni, il personaggio interpretato da Alessandro Gassmann)
Una grande famiglia è una serie televisiva italiana prodotta da Rai Fiction e Cross Productions e trasmessa in prima serata su Rai 1 a partire dal 15 aprile 2012. È stata scritta e ideata da Ivan Cotroneo in collaborazione con Stefano Bises e Mariella Buscemi, Direttore editoriale di Magnolia Fiction, story editor e showrunner, e, dalla II stagione, Monica Rametta, story-editor, e diretta da Riccardo Milani, già regista della prima fortunata fiction scritta da Cotroneo, Tutti pazzi per amore. La trama ruota attorno alle vicende di una famiglia di industriali lombardi, i Rengoni. La terza e ultima stagione della fiction è andata in onda nella primavera 2015.

## Trama
La famiglia Rengoni vive in Brianza e lavora nel mondo dell'industria del mobile. La scomparsa del primo dei cinque fratelli Rengoni, Edoardo, porta a galla vecchi amori e nuovi segreti nella vita di ogni membro della famiglia, felice solo in apparenza. La fine della prima stagione vede il ritorno in scena di Edoardo, ancora vivo, che sarà protagonista anche della seconda, portandosi dietro il mistero che aleggia da sempre sul motivo della sua finta morte. La terza stagione, ambientata a qualche anno di distanza dalla seconda, è legata invece al ritorno di Claudia Manetti, figlia biologica di Eleonora, della cui esistenza Edoardo era a conoscenza da anni.

### Prima stagione
Ernesto Rengoni e la moglie Eleonora (Nora) vivono in una villa a Inverigo e hanno cinque figli. Il primogenito Edoardo è sposato con Chiara, una donna che anni prima aveva avuto una storia con Raoul, fratello di Edoardo. Edoardo e Chiara hanno due figli: Valentina di 15 anni e il piccolo Ernesto di 7 anni, detto Tino. Laura è la secondogenita, avvocatessa con un figlio, Nicolò, diciassettenne che nasconde vari disagi. Il terzo è Raoul, che ha un maneggio in cui pratica l'ippoterapia. Convive con Martina e con lei ha in affido temporaneo un bambino di 8 anni, Salvatore (Salvo), figlio di una tossicodipendente. Poi c'è Nicoletta, dottoranda in Economia e amante di Vittorio, suo professore. Ruggero Benedetti Valentini, rampollo di una famiglia di industriali, la corteggia serratamente, ma lei non lo sopporta. L'ultimo, il bambinone della famiglia, è Stefano, ha ventotto anni e ha un legame speciale con Nicoletta. Ha perso il suo migliore amico in un incidente stradale in cui era coinvolto. Mentre nella tenuta dei Rengoni si festeggia il sessantacinquesimo compleanno di Ernesto, giunge la notizia che l'idrovolante con cui Edoardo intendeva raggiungere Inverigo è precipitato nel lago di Como. Del corpo dell'uomo, però, non c'è traccia. La scomparsa di Edoardo sconvolge la vita dei Rengoni. Il padre Ernesto, costretto dagli eventi a rientrare in fabbrica, scopre che dai conti bancari aziendali sono spariti 20 milioni di euro.
Nel corso della vicenda, tutti scopriranno le loro debolezze e si uniranno per diventare più forti. Chiara e Raoul diventeranno amanti, Nicoletta comincerà ad innamorarsi di Ruggero, Laura scoprirà l'omosessualità del figlio e Stefano intuirà che alla guida dell'auto in cui è morto il suo amico c'era lui. Nel frattempo, la situazione in azienda peggiora al punto che, per evitare il fallimento e la perdita della villa, Ernesto decide di vendere la società. Ma la segretaria Serafina informa della situazione un uomo misterioso con cui è costantemente in contatto. A poche ore dalla firma del contratto di vendita, Serafina si allontana dall'azienda con l'uomo misterioso. Al rientro si introduce di nascosto nell'ufficio di Ernesto e scarica sul suo PC un file per accedere a un conto bancario estero su cui sono stati depositati i 20 milioni di euro che tutti pensavano persi. Quando Ernesto scopre che, grazie ai soldi miracolosamente ritrovati, l'azienda è salva, organizza una grande festa in villa a cui partecipano tutti i membri della famiglia.
Finalmente il sereno sembra ritornato in casa Rengoni, ma nel bel mezzo della cena il piccolo Tino sparisce. Chiara e Raoul stanno per uscire nel parco per cercarlo, ma improvvisamente tutti si bloccano, impietriti. Tino è ricomparso in sala da pranzo, ma non è solo: è per mano a suo padre Edoardo.

### Seconda stagione
Dopo gli eventi della prima stagione, Edoardo ricompare in scena. Ma chiede alla famiglia di non denunciarlo: nelle future 48 ore recupererà i soldi che salderanno il debito che lo aveva portato a inscenare la morte, aiutato dall'amico Diego (l'uomo misterioso con cui teneva i contatti Serafina per conto proprio di Edoardo). Passati due giorni, i Rengoni credono di essere finalmente liberi, ma Edoardo ha un altro segreto da custodire. Infatti i soldi non sono bastati e ha stretto un patto con i suoi aguzzini. Intanto Chiara nasconde la sua gravidanza, nonostante Raoul sia libero dopo che Martina ha scoperto del tradimento e lo ha lasciato. Laura deve accettare il fidanzato di Nicolò, con il quale il ragazzo va a convivere. Per affrontare i suoi pregiudizi, la donna frequenta un'associazione per genitori di omosessuali, dove conosce Leonardo, padre di una ragazza lesbica. Nicoletta scopre di essere incinta. Dopo le prime paure, superate grazie all'amato Ruggero, decide di laurearsi. Quando scopre che il suo relatore sarà Vittorio, il professore di cui era innamorata, Nicoletta farà fronte alla gelosia del futuro marito, che comunque riuscirà a sposare senza problemi.
Stefano frequenta contemporaneamente due ragazze, mentre chiede di lavorare nell'azienda dei Benedetti Valentini, cercando la propria indipendenza. Qui si scontra con l'algida Giovanna, suo capo, che gli sconvolge la vita: Stefano si innamora della donna, ricambiato, ma lei ha un passato burrascoso in campo d'amore e ha problemi ad avere una storia stabile con lui. Edoardo, invece, cerca di recuperare il rapporto coi figli: Valentina diffida di lui, mentre continua la storia con Pierluigi (che presenterà alla famiglia), a cui concede la verginità. Tino si attacca molto al papà e ha paura di perderlo di nuovo. Anche Eleonora si fida ciecamente del figlio, mentre Ernesto sente che c'è ancora qualcosa che non va. A un certo punto, gli eventi precipitano: Chiara rivela la sua gravidanza e rinuncia al marito (intanto diventato cattivo e opprimente con lei), andando a convivere con Raoul, che nessuno della famiglia pare disposto a perdonare per il danno fatto a Edoardo. Valentina comincia ad avere timore del padre, così si trasferisce dalla madre. Raoul è distrutto perché sta per perdere l'affido di Salvo. Nicoletta e Ruggero, però, decidono di adottarlo, dando un lieto fine alla questione. Eleonora scopre di soffrire di cuore. Quando scopre che Chiara è incinta, ha un malore, a cui seguirà un riavvicinamento al terzogenito. Laura instaura una relazione con Leonardo, che sembra terminare nel momento in cui lei gli chiarisce di non voler fare l'amore con lui per non trasgredire i suoi valori cristiani. Stefano trova Giovanna baciare un altro, ma la ragazza si rende conto dell'errore e giura a Stefano amore eterno.
Presto, Edoardo se la deve vedere con il commissario Vincenzo De Lucia, che indaga sul suo caso. De Lucia riesce a scoprire i segreti di Rengoni, e lo ricatta: vuole 300.000 euro in cambio del silenzio. Quei soldi gli servono per far curare la moglie, gravemente malata. Quando questa muore improvvisamente, De Lucia spedisce il denaro a Ernesto, per fargli capire che il figlio lo sta ingannando di nuovo; così Ernesto avverte Eleonora e, con la famiglia e l'aiuto della fida Serafina, tenta di fermarlo dal piano di vendere l'azienda. Ma la polizia rivela ai Rengoni il vero segreto di Edoardo: lui è una talpa e ha contatti con un'organizzazione criminale nazionale come infiltrato delle forze dell'ordine. Così, una squadra di polizia interviene sul posto dove Edoardo sta per vendere la villa di famiglia. Vengono tutti arrestati, mentre si perdono immediatamente le orme di Edoardo, che fugge su una macchina. Passano i mesi, e i Rengoni sono tornati a sorridere, ma la felicità di Eleonora nel vedere la famiglia unita si interrompe quando una bambina le telefona dicendole di essere sua nipote.

### Terza stagione
È passato un anno e mezzo dalla sparizione di Edoardo. La famiglia Rengoni è apparentemente felice ed occupata con i preparativi del matrimonio di Laura, ormai pronta a sposarsi con Leonardo e a recuperare il rapporto con il figlio Nicolò. Raoul e Chiara sembrano aver raggiunto un'apparente stabilità insieme a Tino e Valentina. Nicoletta è incinta e vive con Ruggero e il resto della sua famiglia a Los Angeles, mentre Stefano, ancora legato a Giovanna è pronto a chiederle di sposarlo. Non si sa più niente di Edoardo, latitante ormai da tempo. Nel frattempo, con l'inaugurazione della nuova struttura della fabbrica, Ernesto assegna a Chiara e Nicolò dei ruoli di responsabilità in azienda. Claudia Manetti giunge ad Inverigo insieme alle figlie Irene, di 17 anni ed Elena, di 9 anni. Claudia è la primogenita di Eleonora, data in adozione prima di conoscere Ernesto. La sera del matrimonio di Laura, Claudia si ricongiunge con la madre. Ernesto, informato da Eleonora, si dichiara pronto ad accoglierla in famiglia come se fosse sua figlia. Stefano si imbatte in Martina, l'ex fidanzata di Raoul, e in suo figlio Lorenzo. Martina è tornata ad Inverigo per vendere la casa della madre. Al maneggio di Raoul arriva Jamal, un ragazzo musulmano inserito in un progetto di rieducazione. Raoul capisce che Jamal è un ragazzo problematico, ma nonostante alcune difficoltà iniziali, sembra riuscire a integrarsi. Stefano scopre che Giovanna ha ricominciato a frequentare Maurizio, un uomo sposato con cui aveva avuto una relazione anni prima e la lascia. La presenza di Jamal al maneggio intanto sembra mettere in crisi anche il rapporto di Valentina con Pierluigi. Eleonora informa il resto della famiglia del ritrovamento di sua figlia Claudia ma i suoi figli, soprattutto Laura, sembrano non prenderla bene. In piscina Nicolò conosce il giovane Mattia, che sembra attratto da lui, ma il giovane Rengoni sembra non voler avere rapporti dopo la delusione che ha subito dall'ex compagno Davide, un ex operaio dell'azienda di famiglia.
L'addetto ai conti della Rengoni, l'impacciato Alberto Magnano, si ferma per aiutare Claudia, che ha bucato una gomma, e se ne innamora a prima vista. I due inizieranno poi una relazione. Ernesto incontra la dottoressa Melissa Consoli, capo di una multinazionale italiana, che è interessata alla Rengoni. Raoul scopre che Lorenzo è suo figlio, malgrado la donna inizialmente ha dichiarato che non lo fosse. Domenico Salsano, l'ex compagno di Claudia, le invia un SMS di minaccia. L'uomo è appena uscito dal carcere dove era rinchiuso e le fa prendere la decisione di lasciare Inverigo, ma ha un malore e dopo aver chiamato Alberto Magnano torna a casa dei Rengoni. Edoardo si fa vivo con Chiara tramite e-mail chiedendole informazioni sui figli e complimentandosi con lei per i successi. Ernesto ne viene a conoscenza e scrive al figlio un messaggio per convincerlo a tornare, in cui si dice pronto a perdonarlo. Mentre Claudia continua ad essere sotto ricatto e a tacere con Magnano e i Rengoni, Chiara decide di affrontare Martina e riesce a trattenerla ad Inverigo. Stefano capisce di aver bisogno del supporto di uno psicologo e su consiglio del fratello Raoul si rivolge al dottor Giorgio Scalese. Valentina, attratta da Jamal, torna a casa in anticipo dalla gita scolastica a Roma insieme ai suoi compagni e a Pierluigi, con cui interrompe la relazione. Laura decide di prendere a lavorare Claudia come segretaria nel suo studio legale. Ernesto informa Eleonora dell'offerta della dottoressa Consoli e organizza una cena nel ristorante del maneggio di Raoul per ufficializzare l'ingresso di Claudia in famiglia. Nel corso della cena la famiglia discute anche della redistribuzione delle quote dell'azienda, ma, ad eccezione di Chiara, i figli non sembrano voler procedere in questa direzione. Ernesto lascia così il maneggio insieme ad Eleonora, arrabbiato con la sua famiglia e intenzionato a vendere la società di famiglia.
All'arrivo in villa, Ernesto ed Eleonora trovano una spiacevole sorpresa: Domenico sta svaligiando la casa dopo essere entrato con le chiavi rubate a Claudia. Ernesto per difendere la moglie entra in casa e riceve un colpo alla nuca. Nora per lo spavento legato anche ai suoi problemi cardiaci sviene. Trasportata in ospedale, rinviene dopo non molto ma il colpo ricevuto alla testa si rivela fatale per Ernesto, che muore tra le braccia dei suoi cari. Edoardo torna per il funerale del padre e decide di costituirsi, venendo così trasferito in carcere. Uscito poco dopo, deve affrontare le resistenze della madre Eleonora che non si fida più molto di lui, soprattutto dopo aver scoperto che tempo addietro pagò una somma di denaro a Claudia per scomparire. Stefano inizia una relazione clandestina con Marta, la moglie del dottor Scalese. Lo psicologo, dopo aver scoperto la relazione, decide di affrontare la moglie e di interrompere le sedute con il giovane Rengoni. Raoul deve fare i conti con Martina, ancora innamorata di lui, che gli impone di scegliere se tornare insieme a lei o dire addio a Lorenzo. Eleonora si incontra con la dottoressa Consoli per cedere la società, riscontrando l'appoggio dei figli, ma non quello di Chiara ed Edoardo, che cercano di convincere gli altri a non vendere. Jamal viene incastrato da Domenico per l'omicidio di Ernesto, mentre Domenico continua a ricattare Claudia, intenzionata a liberarsi di lui. Assediata dai continui ricatti del marito, la donna ha un malore e viene portata in ospedale da Eleonora, ignara dei problemi di salute della figlia, dove i medici le diagnosticano un'emorragia causata da due aneurismi cerebrali e per questo deve essere operata il prima possibile.
Prima dell'operazione, Claudia confessa ad Edoardo dell'esistenza di Domenico, dei ricatti e del suo coinvolgimento nella morte di Ernesto. Mentre Raoul e Laura, che ha discusso con il marito per il suo possibile trasferimento a Londra per motivi lavorativi, si recano in Questura, Edoardo decide di affrontare direttamente Domenico, fingendo la morte di Claudia e accettando di consegnargli del denaro per sparire. All'appuntamento però, Rengoni lo incastra registrando la confessione dell'uomo e mandandolo fuori strada con l'auto. Raoul e Laura, giunti sul posto, trovano Edoardo pronto a vendicarsi dell'uomo. Raoul riesce a distogliere il fratello e a far chiamare i soccorsi da Laura. Dopo 7 lunghe ore, Claudia viene dichiarata finalmente fuori pericolo per la gioia della madre che finalmente vede i suoi figli uniti. Successivamente, anche grazie alla registrazione della confessione, Jamal viene rilasciato e finalmente può vivere senza ulteriori angosce la sua storia con Valentina. Chiara affronta Martina, che sta partendo con Lorenzo per Catania, dichiarandosi disposta anche a lasciare Raoul. La donna decide successivamente di rimandare la sua partenza e di trovare un punto di incontro con Raoul e di non ostacolare la relazione dell'uomo con Chiara. Nel frattempo Laura decide di riconciliarsi con il marito e di seguirlo a Londra e Stefano, dopo aver rincontrato Giovanna in partenza per la Francia, si ricongiunge con Marta. Scalese, appresa la notizia, cerca di dissuadere la moglie e il giovane Rengoni, ma finisce per aggredire Stefano. Qualche settimana dopo, Eleonora decide di rinunciare alle sue quote e di dividerle in parti uguali con i suoi sei figli e con la nuora Chiara. In tale occasione, Edoardo viene nominato amministratore delegato della società, unitamente a Chiara, che rivestirà il ruolo di direttrice responsabile. La famiglia si riunisce poi per il cenone di Natale insieme a tutti gli altri membri, inclusi Nicoletta, ancora incinta, e Ruggero. Mentre tutti gli invitati sono alla ricerca dei doni nascosti, Eleonora viene affiancata dallo "spirito" di Ernesto, con cui va ad ammirare il paesaggio natalizio.

## Episodi
| Stagione         | Episodi | Prima TV |
| ---------------- | ------- | -------- |
| Prima stagione   | 6       | 2012     |
| Seconda stagione | 8       | 2013     |
| Terza stagione   | 8       | 2015     |

## Personaggi e interpreti

### La famiglia Rengoni
- Eleonora Pastore in Rengoni (stagioni 1-3), interpretata da Stefania Sandrelli.
Sposata con Ernesto, ha posto al centro della sua vita la crescita dei suoi figli. Dotata di grande sensibilità, riesce subito a riconoscere quando questi si sentono tristi o hanno delle preoccupazioni. Dopo la presunta morte di Edoardo, cerca di tenersi impegnata per dimenticare. Non le sta simpatica Chiara, soprattutto perché non ha mai lavorato, ma col tempo andranno d'accordo. Nella seconda stagione scoprirà di avere una malattia, ma non prenderà i farmaci che il dottore le ha prescritto e questo peggiorerà la sua situazione. Nella terza stagione si scopre che, prima di sposare Ernesto, ha avuto una figlia che è stata costretta ad abbandonare, Claudia, che accoglierà con felicità quando tornerà da lei.

- Ernesto Rengoni (stagioni 1-3), interpretato da Gianni Cavina.
È il patriarca dei Rengoni, ha guidato per anni l'azienda di famiglia fin quando l'ha affidata al figlio Edoardo a causa di un ictus che ha compromesso il suo stato di salute. Non ha mai creduto alla morte del figlio, anzi crede che sia fuggito per non far fronte ai problemi finanziari dell'azienda. Il suo obiettivo sarà quello di far luce su questa storia. Nella terza stagione vuole adottare Claudia. Muore nel quarto episodio della terza stagione ucciso da Domenico, ex marito della sua figliastra Claudia. Ricompare nell'ultimo episodio della terza stagione come fantasma ad Eleonora.

- Chiara Mantovani in Rengoni (stagioni 1-3), interpretata da Stefania Rocca.
Moglie di Edoardo e madre di Valentina e Tino. È una donna curata e spendacciona. Non ha mai lavorato e ciò l'ha messa in cattiva luce con la suocera, che l'ha soprannominata Ivana Trump. Il loro rapporto burrascoso migliorerà notevolmente col passare del tempo. Prima di sposare Edoardo, aveva una relazione con Raoul, col quale dopo la presunta morte di Edoardo inizierà una relazione clandestina. Inizierà a lavorare nella azienda Rengoni, diventando ogni giorno più brava. Alla fine della prima stagione scopre di essere incinta di Raoul, ma non lo dirà a nessuno. Quando Edoardo lo scoprirà, le chiederà di crescerlo come se fosse figlio suo, senza dire niente a Raoul, lei all'inizio accetterà, ma poi capirà di amare Raoul e tornerà con lui. Tra la seconda e la terza stagione durante la gravidanza perderà il bambino e scoprirà di non poterne avere più. Quando lei e Raoul scoprono che lui ha avuto un figlio da Martina, lei sapendo quanto Raoul voglia un figlio suo, convince Martina a far stare il figlio con lui. Dopo la morte di Ernesto diventa direttrice dell'azienda.

- Edoardo Rengoni (stagione 1-3), interpretato da Alessandro Gassmann[2].
È il maggiore dei figli di Ernesto ed Eleonora ed è succeduto al padre alla guida dell'azienda di famiglia. È sposato inizialmente con Chiara, da cui ha avuto i figli Valentina ed Ernesto, chiamato Tino e con cui inizialmente vive a Milano. Tutti credono molto in lui, ma i problemi economici aziendali gli pesano come un fardello. Dopo un lungo periodo di latitanza, ritorna a casa finendo in prigione. Uscito rapidamente, riprende le redini della fabbrica in veste di amministratore delegato. Ha un rapporto complicato col fratello Raoul, del quale è sempre stato geloso per via della relazione con la moglie Chiara, ma si riappacificheranno.
- Laura Rengoni in Fulvi, successivamente in Fabbri (stagioni 1-3), interpretata da Sonia Bergamasco[3].
Secondogenita dei Rengoni, è un'avvocatessa con forti valori cristiani, che non vuole concedere il divorzio al marito per rispettare la sua fede. Ha un rapporto burrascoso e di incomunicabilità con suo figlio Nicolò. Dopo la scoperta dell'omosessualità del figlio, per cambiare la sua indole troppo giudiziosa e fortemente cattolica, frequenterà un'associazione di genitori con figli omosessuali. Lì conosce il suo futuro marito Leonardo, anche lui padre di una figlia lesbica, Arianna.
- Raoul Rengoni (stagioni 1-3), interpretato da Giorgio Marchesi.
Terzogenito dei Rengoni, è uno psicologo infantile che gestisce un casale dove pratica l'ippoterapia per i ragazzi con la sindrome di Down. In passato ha litigato con Edoardo a causa di Chiara, che era fidanzata con lui ma poi lo aveva lasciato per sposare suo fratello maggiore. Dopo molte peripezie, farà coppia fissa con Chiara, rimanendole accanto anche dopo l'aborto di quest'ultima. Ha un figlio, avuto con la sua ex compagna Martina.
- Nicoletta Rengoni in Benedetti Valentini (stagioni 1-3), interpretata da Sarah Felberbaum[4].
È una dottoranda in economia che ha una relazione con un suo professore sposato. L'unico ad essere a conoscenza di questa relazione è suo fratello Stefano con il quale ha un forte legame. Dopo aver lasciato il professore, sposa Ruggero Benedetti Valentini, dal quale avrà due figli più uno adottivo, Salvatore, bambino che era stato dato in affido a Raoul e Martina.
- Stefano Rengoni (stagioni 1-3), interpretato da Primo Reggiani.
Vive a Como, ma molto spesso trascorre il suo tempo nella villa dei genitori. Lavora nell'azienda di famiglia, ma una scoperta legata al suo passato lo sconvolgerà portandolo ad abbandonare l'impiego. Nella seconda stagione viene assunto nella ditta del cognato Ruggero, la Benedetti Valentini, dove conoscerà la sua fidanzata Giovanna. Nella terza stagione, dopo essere stato tradito da quest'ultima, si innamora di Marta, moglie del suo psicanalista con cui comincerà una relazione.
- Nicolò Fulvi, interpretato da Luca Peracino (stagioni 1-2) e Romano Reggiani (stagione 3).
È il figlio di Laura. È un ragazzo sensibile che vive con sofferenza le continue ed oppressive attenzioni della madre. Non si sente compreso ed accettato dai suoi coetanei e soffre per via dell'assenza del padre Roberto (Giulio Base), col quale non ha un buon rapporto. Compiuti i 18 anni abbandona la scuola e la città in cui vive per trasferirsi nella villa di famiglia, a causa degli atti di bullismo di cui è vittima. Nella villa dei nonni, grazie all'affetto incondizionato di questi, trova tranquillità. Inizia a lavorare nell'azienda di famiglia e qui conosce un operaio, Davide, con cui instaura una relazione e ciò gli permetterà di vivere con serenità la propria omosessualità. Successivamente, dopo aver scoperto che il proprio compagno lo tradisce, Nicolò trascorre un periodo difficile in cui rifiuta qualsiasi contatto con altri ragazzi fino a quando riesce finalmente ad innamorarsi nuovamente di un suo coetaneo, Mattia, col quale conosce finalmente la felicità.
- Leonardo Fabbri (stagioni 2-3), interpretato da Cesare Bocci. È un dirigente bancario con una figlia lesbica. Conosce Laura tramite un'associazione per i genitori con figli omosessuali e se ne innamora. I due si sposano all'inizio della terza stagione.
- Valentina Rengoni, interpretata da Rosabell Laurenti Sellers (stagioni 1-2) e Irene Casagrande (stagione 3).
Figlia maggiore di Edoardo e Chiara, è una ragazzina di quindici anni, fanatica e snob, a cui apparentemente non importa dell'incidente del padre, ma pensa solo a divertirsi e a vivere nel lusso. Subirà molto il trasferimento nella villa dei nonni ad Inverigo, ma anche lì riuscirà a trovare delle amiche, con cui frequenterà brutti giri. Il suo nuovo compagno di banco e "secchione" della scuola, Pierluigi, preso di mira da tutti, si innamorerà ricambiato di lei. Si legherà molto al cugino Nicolò, figlio di sua zia Laura. Nella terza stagione, ormai quasi diciottenne, scopre che il suo vero amore è Jamal, un ragazzo musulmano che lavora al maneggio di suo zio Raoul.
- Ernesto "Tino" Rengoni (stagioni 1-3), interpretato da Filippo De Paulis.
Il secondo figlio di Edoardo e Chiara, è un bambino molto dolce, che tiene molto all'unità famigliare e che vuole bene a tutti. Ha un rapporto molto stretto con suo padre, sulla cui esistenza non ha mai dubitato.
- Ruggero "Rutger" Benedetti Valentini (stagioni 1-3), interpretato da Lino Guanciale.
È da sempre innamorato di Nicoletta, la quarta figlia di Ernesto e Nora, che corteggia costantemente, nonostante sia fidanzato da tempo con una francese. Dirige l'azienda di famiglia che si occupa della produzione di sanitari, tanto che viene soprannominato dai Rengoni, eterni rivali della sua famiglia, il principe dei cessi.
- Serafina Costantini (stagioni 1-3), interpretata da Piera Degli Esposti.
Impiegata della Rengoni da circa 40 anni, è stata la fidata segretaria di Ernesto e poi di Edoardo. Si è sempre dimostrata un aiuto indispensabile nella gestione dell'azienda. Dopo la presunta morte di Edoardo e la scoperta di un ammanco nei bilanci di circa venti milioni di euro, Ernesto si convince che Serafina sia a conoscenza di qualcosa.
- Amina (stagioni 1-3), interpretata da Rose Marie Sagne. È la domestica dei Rengoni.
- Abi (stagioni 1-3), interpretato da Emmanuel Dabone. È l'autista di Ernesto, marito di Amina.
- Claudia Manetti (stagione 3), interpretata da Isabella Ferrari. È la primogenita che Eleonora abbandonò da ragazza. Si ricongiungerà con la madre nella terza stagione dopo un passato travagliato insieme alle figlie Irene ed Elena.
- Irene Salsano (stagione 3), interpretata da Anna Bellezza. Ha 17 anni ed è la prima figlia di Claudia.
- Elena Salsano (stagione 3), interpretata da Giulia Cappelletti. È la seconda figlia di Claudia, coetanea di Tino.

### Altri personaggi
- Martina Ruggeri (stagioni 1, 3), interpretata da Valentina Cervi. Ex fidanzata di Raoul, torna nella terza stagione con il figlio da lui avuto, Lorenzo.
- Alberto Magnano (stagione 3), interpretato da Giampaolo Morelli. È un efficiente dipendente della Rengoni, reduce di una brutta storia d'amore. Troverà in Claudia la donna della sua vita.
- Diego (stagioni 1, 2), interpretato da Adriano Battistoni. È l'inquietante uomo misterioso che, nella prima stagione, tiene segretamente i contatti con Edoardo tramite Serafina e che, nella seconda stagione, lavora nell'ombra con Edoardo, lo ha aiutato a fingersi morto ed è anche colui che mantiene i contatti con le pericolose persone a cui Edoardo deve un'ingente somma di denaro
- Pierlugi Balanzoni (stagioni 1-3), interpretato da Pierpaolo Spollon. È il fidanzato di Valentina, il "secchione" della scuola. Quando questa lo lascia per Jamal, inizia a frequentare Irene.
- Jamal El Seb (stagione 3), interpretato da Simone Coppo. È un ragazzo egiziano appena uscito di prigione che il dottor Scalese affida al maneggio di Raoul. Si innamora a prima vista di Valentina. A causa dei suoi precedenti penali, è il primo indiziato dell'omicidio di Ernesto (in realtà ucciso da Domenico Salsano, ex compagno di Claudia), ma è innocente. Scagionato, può continuare a vivere la relazione con Valentina, anche lei innamorata di lui.
- Commissario Vincenzo De Lucia (stagione 2), interpretato da Massimo Popolizio. Si occupa del sequestro di Edoardo. È una persona disperata, a causa della malattia che ha afflitto la moglie, e dopo aver fatto luce sul caso chiede dei soldi al manager in cambio del proprio silenzio. Muore suicida dopo la scomparsa della moglie Carla.
- Roberto Fulvi (stagioni 1-2), interpretato da Giulio Base. È il primo marito di Laura, padre di Nicolò.
- Giovanna Amidei (stagioni 2-3), interpretata da Valeria Solarino. È una rigida dipendente della Benedetti Valentini che tiene sotto torchio Stefano. Con il tempo, i due si innamorano. Trascorso un anno insieme, Giovanna tradisce il giovane con il suo ex.
- Domenico Salsano (stagione 3), interpretato da Massimiliano Gallo. È l'ex compagno di Claudia, tossicodipendente con molti precedenti penali (mentre viveva nella sua città, cioè Napoli). Uscito di prigione, chiede aiuto all'ex compagna per pagare i suoi debiti. Questa si rifiuta e gli offre l'anello di diamanti che le aveva regalato Eleonora in cambio della sua scomparsa. Nonostante ciò, Domenico svaligia Villa Rengoni uccidendo Ernesto. Edoardo, venuto al corrente del fatto dalla sorella, si propone di farlo confessare con l'inganno.

## Produzione

### Prima stagione
Le riprese della prima stagione sono cominciate nell'ottobre 2011 fra Inverigo, location principale della serie, il Lago di Como, Varenna e Lenno, fino a novembre. Gli interni sono stati girati a Roma. Per quanto riguarda invece gli interni e esterni dell'azienda di proprietà di Ernesto Rengoni (interpretato da Gianni Cavina) le fabbriche prescelte sono la Poliform e il complesso abbandonato della Victory. La scena clou della prima puntata, ovvero l'affondamento dell'idrovolante di Edoardo (Alessandro Gassmann), ha richiesto inoltre l'aiuto dei veri vigili del fuoco. La sceneggiatura è firmata da Ivan Cotroneo in collaborazione con Stefano Bises e Monica Rametta (già autori di serie di successo come Tutti pazzi per amore). La regia è di Riccardo Milani. La prima puntata, da 100 minuti circa, è andata in onda il 15 aprile 2012 con più di 5.000.000 telespettatori. Ma il record detenuto dalla serie è stato registrato il 16 aprile, nell'ultima puntata, che è stata seguita da 7.532.000 persone. Appunto l'ultima puntata della prima stagione della fiction, per via del "finale aperto" che non ha chiarito molte delle questioni, ha causato le proteste di numerosi spettatori. La prima stagione è stata inoltre premiata come miglior fiction dell'anno al Roma Fiction Fest 2012 e ha ricevuto il Premio Kineo al Festival di Venezia 2012.

### Seconda stagione
Il direttore di Rai Fiction Fabrizio del Noce aveva già dichiarato che avevano l'intenzione di girare un sequel. Le riprese della seconda stagione sono iniziate il 6 aprile 2013 e si sono concluse il 14 ottobre. La serie, rispetto alla precedente, ha due episodi in più, per un totale di otto puntate. Vanno ad aggiungersi al cast Valeria Solarino, nei panni di Giovanna un'operaia della fabbrica dei Benedetti Valentini che fa battere il cuore a Stefano Rengoni, il personaggio di Primo Reggiani; Cesare Bocci nei panni del padre di una ragazza lesbica che invece avrà una storia con Laura Rengoni, interpretata da Sonia Bergamasco e Massimo Popolizio, che interpreta il commissario di polizia Vincenzo De Lucia, incaricato di seguire le indagini su Edoardo Rengoni (De Lucia viene poi sostituito da Laura Nova, interpretata da Serena Bonanno, nell'ultima puntata a seguito del suo suicidio). La messa in onda cambia inoltre palinsesto, infatti la serie viene trasmessa in autunno, periodo più consono alla lunga serialità. Nonostante ciò la serie ha un consistente calo di auditel, che però nelle ultime puntate torna in linea con quella della precedente stagione. La serie chiude con 6.043.000 spettatori e il 22,78% di share. La regia è ancora di Riccardo Milani.

### Terza stagione
La terza stagione della fiction venne annunciata già nell'aprile 2013, mentre erano in corso le riprese della seconda. Le riprese sono cominciate il 23 giugno 2014, e si sono concluse il 13 dicembre 2014. Le puntate rimangono 8 come nella seconda stagione, mentre la regia cambia: al posto di Riccardo Milani arriva Riccardo Donna. L'intero cast è stato riconfermato ad eccezione di Rosabell Laurenti Sellers che viene sostituita da Irene Casagrande, a causa della sua partecipazione nella quinta stagione de Il Trono di Spade e Luca Peracino a causa di altri impegni. Al suo posto subentra Romano Reggiani. Mentre fra le new entry troviamo Isabella Ferrari, nel ruolo di Claudia Manetti, figlia illegittima di Eleonora, insieme alle figlie adolescenti Irene (Anna Bellezza) e Elena (Giulia Cappelletti), Giampaolo Morelli che interpreta il dipendente Alberto Magnano e due nuovi ragazzi: Jamal (Simone Coppo), il nuovo interesse amoroso di Valentina, e Mattia (Leonardo Pazzagli), il ragazzo di cui si innamora Nicolò. La serie va in onda a partire dal 12 aprile 2015 e si conclude il 26 maggio 2015, per otto puntate. La media della serie è di oltre 5 milioni di spettatori, in linea con i risultati delle precedenti stagioni.

## Location
La fiction ha avuto come location le città di Inverigo, Bergamo, Pavia, Milano, Como, Lecco e Monza. A Roma sono stati girati gli interni.

## Prequel
Di questa fiction è stata realizzata una webserie, 20 anni prima. Questa fa da prequel alle vicende della prima stagione e viene trasmessa su Rai 1 dal 2 al 7 settembre 2013 in un formato di 6 puntate della durata di 7 minuti. Il prequel racconta il triangolo amoroso riguardante Chiara e i fratelli Raoul ed Edoardo Rengoni, interpretati rispettivamente da Giulia Carpaneto (nella serie originale è affidata a Stefania Rocca), Josafat Vagni (mentre nella fiction è Giorgio Marchesi) e Giuseppe Maggio (nel presente è Alessandro Gassmann).
Nella fiction anche Camilla Semino Favro nel ruolo di Laura Rengoni (interpretata nella fiction da Sonia Bergamasco), Vincenzo Alfieri nel ruolo di Roberto Fulvi (primo marito di Laura e padre di Nicolò, interpretato nella serie principale da Giulio Base), e la partecipazione straordinaria di Stefania Sandrelli (solo come voce al telefono quando parla con Edoardo) nel secondo episodio.

## Spin-off
Prodotta da Cross Production, Io tra 20 anni e realizzata in esclusiva per Rai 1 la serie di sette puntate settimanali rimanda alla positiva esperienza di Una grande famiglia - 20 anni prima, prequel di Una grande famiglia, uno dei maggiori successi del web Rai con più di 800.000 visualizzazioni e 1 milione di spettatori su Rai 1 ogni puntata. È uno spin-off a sé stante che espande ulteriormente la serie madre
Nel cast Irene Casagrande (Valentina), Pierpaolo Spollon (Pierluigi), Romano Reggiani (Nicolò), Marta Jacquier (Angela), Vincenzo Zampa (Piero), Irena Goloubeva (Arianna), e con la partecipazione straordinaria di Jozef Gjura (Tobias) nel terzo episodio, Giorgio Marchesi (Raoul Rengoni) nel primo e sesto episodio, e Primo Reggiani (Stefano Rengoni) nel secondo episodio. La sceneggiatura è affidata a Fabio Paladini, Sara Cavosi e Ivan Silvestrini, che cura anche la regia. La trama racconta un gruppo di cinque adolescenti, l'atmosfera magica di una casa sull'albero e le incertezze nel "diventare grandi". Durante la notte di San Valentino i protagonisti, Valentina, Pierluigi, e Nicolò si ritrovano in una casa costruita su un albero nella tenuta (ossia in una proprietà di campagna) chiamata "Rangoni".
Ai tre ragazzi si uniscono Angela e Piero e, due coetanei che sostengono che la casa sull'albero sia in realtà proprietà di quest'ultimo, perché costruita sul terreno acquistato anni prima dal nonno di Piero. E così comincia la storia di questo luogo segreto dove ritrovarsi, condividere le paure, le insicurezze, l'entusiasmo e le aspettative che si hanno da ragazzi. In un luogo nel quale gli adulti non sono ammessi, al punto che i ragazzi si fanno una promessa: non si dimenticheranno di come sono oggi e non diventeranno come i loro genitori!
Per non dimenticare questo patto i ragazzi decidono di creare una capsula del tempo in cui conservare i video che mostrano come sono oggi, e che potranno rivedere solo fra vent'anni per dimostrare di non essere cambiati.

### Personaggi webserie
Valentina: Valentina è una ragazza sentimentale, carismatica, dolce, simpatica, curiosa, forte, coraggiosa, molto sensibile e delicata, graziosa e socievole, che sa sempre quando gli altri hanno bisogno di lei. Ama il suo Pierluigi ed è particolarmente legata alla sua famiglia da un forte affetto. La sua vita cambia quando da Milano si trasferisce a Inverigo, dove abitano i suoi nonni... e il resto della sua "grande famiglia". Qui conosce Pierluigi, suo primo amore. Grazie alla loro relazione, Vale riesce ad essere se stessa con facilità, e a superare con forza situazioni familiari difficili che l'hanno messa a dura prova... come la presunta morte del padre Edoardo. Da ragazzina snob, superficiale e scontrosa, si è trasformata in una ragazza più generosa, consapevole, aperta agli altri e capace di riconoscere e accettare le sue stesse fragilità. Legata molto al cugino Nicolò, figlio di sua zia Laura, e molto innamorata di Pierluigi. La loro storia è destinata a durare o forse il vero amore non l'ha ancora trovato?
Pierluigi: è il primo grande impegno amoroso di Valentina. I due si conoscono al liceo di Inverigo, dove lui è considerato da tutti un secchione e uno sfigato. Nonostante la fama di ragazzo riservato, è l'unico che capisce Valentina e che, soprattutto, le sta davvero vicino quando suo padre sparisce misteriosamente. Fin dall'adolescenza è stato spesso preso in giro, ma anziché abbatterlo, la cosa ha generato in lui un forte desiderio di riscatto... questo anche grazie a Valentina. Intelligente, competente e determinato. Ha un orgoglio molto spiccato e grandi doti che sfrutta sapientemente ogni qualvolta deve togliersi dai guai o ottenere qualcosa. Nato e cresciuto a Inverigo da una famiglia benestante.
Nicolò: è il cugino di Valentina. Si è trasferito da Bergamo a Inverigo insieme alla madre Laura, una cattolica integralista che ha vissuto con disagio la scoperta della sua omosessualità. Lavora nella fabbrica del nonno dove ha conosciuto Davide, il suo primo grande amore. Superati gli episodi di bullismo di cui è stato vittima e arrivato finalmente ad accettarsi. Nicolò vivrà tante prime volte nella sua storia d'amore con Davide, compresa la sua prima esperienza di convivenza e la sua prima grande delusione, arrivando a capire che avere a che fare con i sentimenti è molto più difficile di quanto sembri. A stargli accanto, inaspettatamente comprensiva stavolta, sarà proprio sua madre che, giunta alla fine del suo percorso di accettazione, saprà meglio di chiunque altro trovare le parole per permettere a suo figlio di guardare avanti ad un altro amore e ad un altro ragazzo. Dopo aver scoperto i ripetuti tradimenti del ragazzo, per la quale soffrirà molto, Nicolò non vuole più relazioni, neppure occasionali. Riuscirà a mantenere questa sua promessa?
Angela: è una ragazza sveglia, vivace e bellissima, che attraversa la vita con la spavalderia dei giovani, fidandosi solo del suo istinto e del suo cuore. Sensibile e profondamente legata agli amici della casa dell'albero. Invidia di molte sue coetanee e sogno proibito dei suoi coetanei. Non ha peli sulla lingua e dice sempre quello che pensa, ferendo spesso senza rendersene conto le persone che le stanno intorno. È il grande amore di Piero, da sempre innamorato di lei (e non l'unico) che, invece, non sembra minimamente accorgersi del suo interesse di lui. Presto o tardi guarderà Piero in modo diverso di un amico?
Piero: Piero è un ragazzo bassetto e con gli occhiali dalla montatura grossa. Simpatico, espansivo ma un vero e proprio disastro con le donne. In particolare con Angela, il suo amore tanto segreto quanto grande e irraggiungibile. Ha provato più volte a farsi notare dalla ragazza ma lei sembra ogni volta non accorgersene. Piero riuscirà a conquistarla?
Arianna: è la sorellastra lesbica di Nicolò. I loro genitori si sono conosciuti in un gruppo di sostegno per genitori di ragazzi omosessuali e stanno per sposarsi. È aggressiva, istintiva e dal primo momento in cui lei e Nicolò si sono incontrati, si sono subito detestati. Al contrario di Nicolò, passa da una ragazza all'altra con facilità, anche se adesso sembra aver perso la testa per la sua amica... Angela. Riuscirà a conquistarla? Disprezza la forzata castità del fratellastro, che da quando ha scoperto i ripetuti tradimenti del compagno, non vuole più nessun rapporto.